# Vâlcele (gmina w okręgu Covasna)
Vâlcele – gmina w Rumunii, w okręgu Covasna. Obejmuje miejscowości Araci, Ariușd, Hetea i Vâlcele. W 2011 roku liczyła 4475 mieszkańców.